# Жан Клер

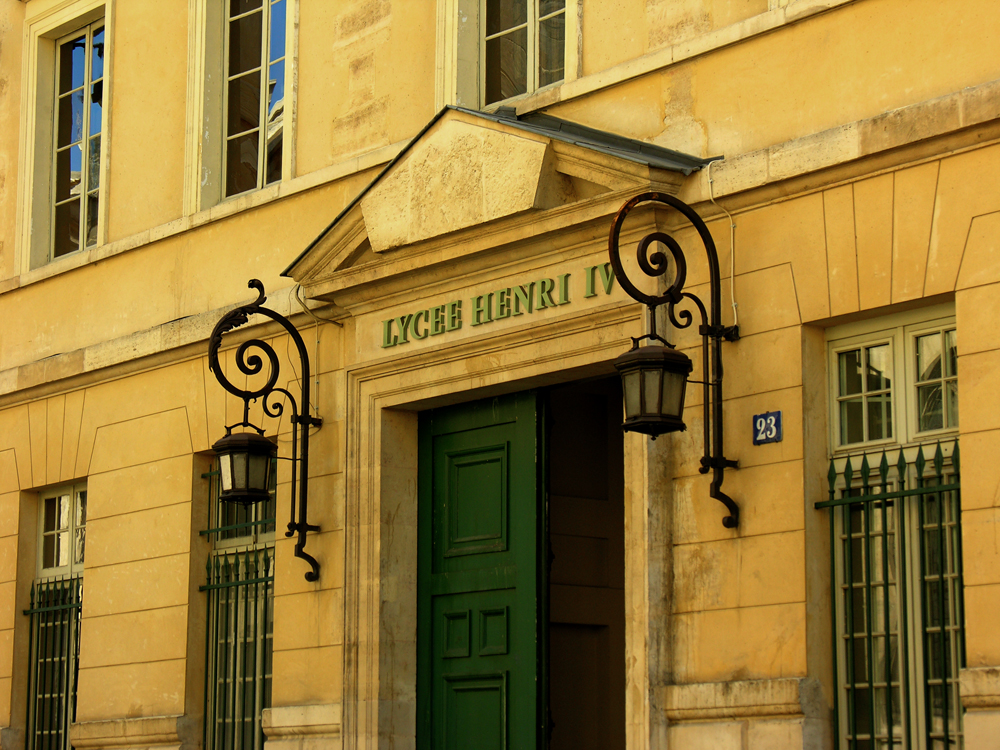
Лицей Генриха IV

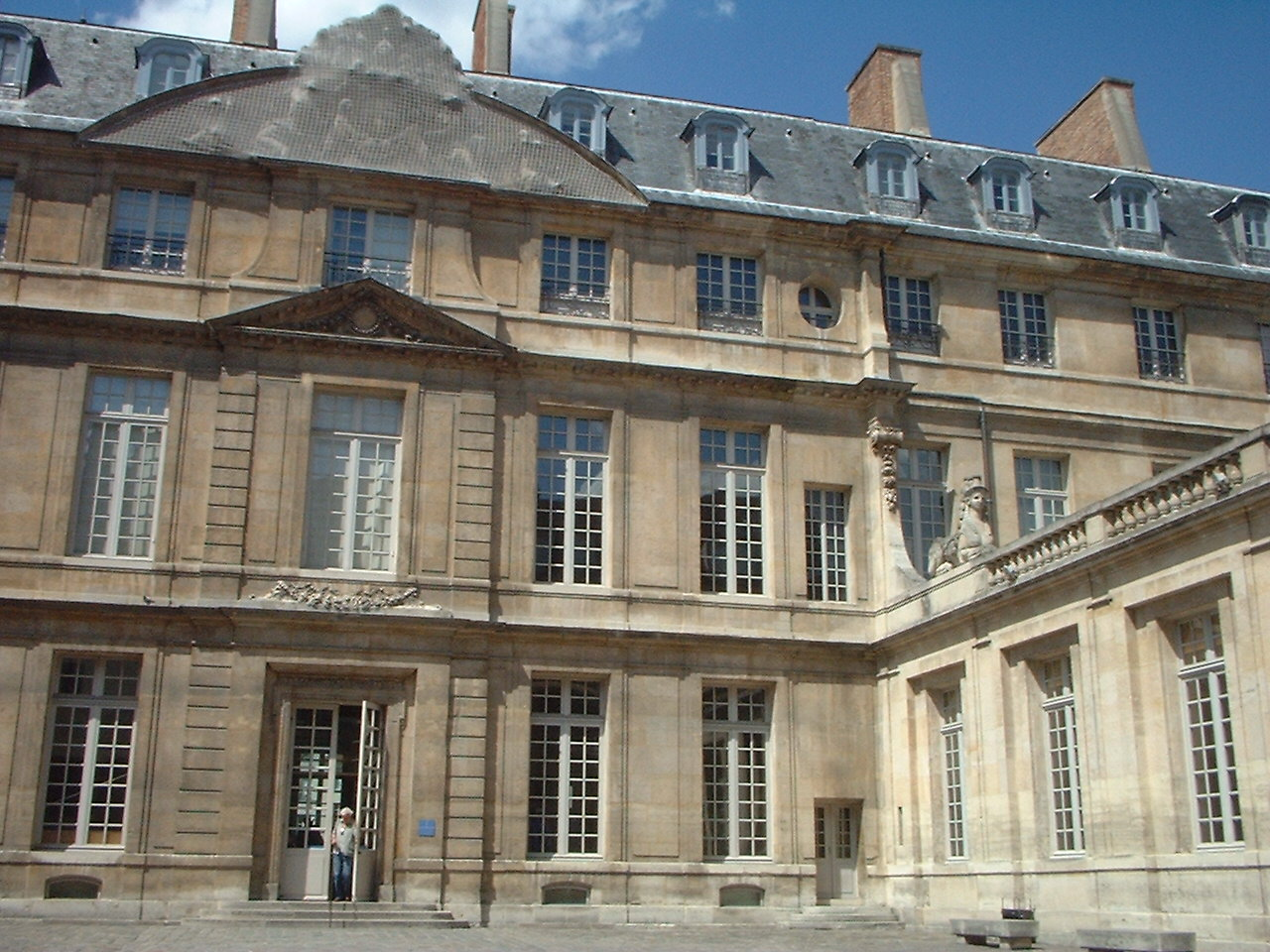
Музей Пикассо в Париже

Жан Клер (фр. Jean Clair, собственно Жерар Ренье, фр. Gérard Régnier, род  20 октября 1940, Париж) — французский историк современного искусства, член Французской академии (2008).

## Биография
Учился в лицее Карно, затем — в лицее Генриха IV. Защитил диссертации в Сорбонне (где его наставниками были Андре Шастель и Жан Гренье) и в Гарварде. С 1966 года — сотрудник различных музеев: Государственного музея современного искусства, кабинета графики Центра Помпиду, директор Музея Пикассо в Париже (1989—2005). Комиссар многочисленных выставок (Боннар, Дельво, Дюшан, Бальтюс, Музич, Картье-Брессон и др.). Главный редактор нескольких художественных журналов (Тетради Музея современного искусства, 1979—1986, и др.), преподаватель истории искусства в Школе Лувра (1977—1980).
В 1995 году — директор 46-й Венецианской Биеннале.

## Избранная библиография
- Les Chemins détournés (1962)
- Considérations sur l'état des Beaux-Arts (1983, 1989)
- Méduse. Contribution à une anthropologie des arts du visuel (1989)
- Le Voyageur égoïste (1989)
- Le Nez de Giacometti. Faces de careme, figures de carnaval (1992)
- Les Métamorphoses d’Eros (1996)
- Eloge du visible (1996)
- Malinconia. Motifs saturniens dans l’art de l’entre-deux guerres (1996)
- La Responsabilité de l’artiste (1997)
- Sur Marcel Duchamp et la fin de l’art (2000)
- La Barbarie ordinaire. Music à Dachau (2001)
- Court traité des sensations (2002)
- Du surréalisme considéré dans ses rapports au totalitarisme et aux tables tournantes (2003)
- De Immundo. Apophatisme et apocastase dans l’art d’auhourd’hui (2004)
- Journal atrabilaire (2006)
- Malaise dans les musées (2007)
- Lait noir de l’aube (2007)
- Autoportrait au visage absent (2008)
- La Tourterelle et le chat-huant (2009)
- Dialogue avec les morts (2011)
- Hubris: la fabrique du monstre dans l'art moderne: homoncules, géants et acéphales (2012)
- Le Temps des avant-gardes. Chroniques d’art 1968-1978 (2012)

## Признание
Офицер ордена Почётного легиона, командор ордена литературы и искусства. Премия Чино дель Дука (2005). Член Французской Академии (2008, кресло 39). Офицер ордена «За заслуги» (2008)

## Интервью
- Interview avec Élisabeth Lévy, Le Point, 30/05/2003 Архивная копия от 16 апреля 2009 на Wayback Machine
- Interview avec Élisabeth Lévy, Le Point, 11/10/2007 Архивная копия от 16 апреля 2009 на Wayback Machine